# جبهة تحرير إيران
جبهة تحرير إيران     (بالفارسية: جبهه نجات ایران) كانت منظمة ملكية إيرانية مقرها باريس، سعت إلى استعادة سلالة بهلوي بعد الثورة الإيرانية.  وكانت بقيادة علي أميني، رئيس وزراء إيران السابق، الذي أعلن عن تأسيس المجموعة في 19 يناير 1982. 
في يوليو 1983، وقعت المنظمة اتفاقية مع حركة المقاومة الوطنية الإيرانية، وهي منظمة أخرى مقرها فرنسا بقيادة شابور بختيار حول السياسات المشتركة، والتي تضمنت تنصيب رضا بهلوي.  بحلول عام 1984، قللت النزاعات الشخصية من فعالية هذا التحالف، بحسب أنوشرافان احتشامي. 
وبحسب ما ورد قامت وكالة المخابرات المركزية (CIA) بتمويل المنظمة منذ عام 1982، ودفعت راتبًا شهريًا قدره 100,000 دولار.   وشمل المبلغ 20.000 - 30.000 دولار أمريكي لتغطية نفقات محطة إذاعية تسمى راديو نجاة الذي يبث من مصر إلى إيران أربع ساعات في اليوم.  أعظم إنجاز للراديو في سبتمبر 1986، عندما تجاوزت وكالة المخابرات المركزية الترددات التلفزيونية الإيرانية المحلية، وأرسلت خطابًا مدته 11 دقيقة لرضا بهلوي. 
عندما انتشرت أخبار أموال وكالة المخابرات المركزية في وسائل الإعلام في الولايات المتحدة وفرنسا وإيران، انسحب أميني الذي شعر بأن سمعته تضررت، من السياسة. 
تم استبدال أميني بمانوشهر جانجي عام 1986. 